# Делчо Станимиров
Делчо Христов Станимиров е български офицер, генерал-майор, доцент.

## Биография
Роден е през 1927 г. Първоначално завършва архитектура във ВИАС, а след това и Военно училище. Бил е командир на тридесет и четвърти мотострелкови полк. В периода 27 юни 1972 г. до 30 октомври 1982 г. е началник на Висшето народно военно училище във Велико Търново. Бил е началник-щаб на военно съединение и заместник-командир на армия. Умира на 7 юли 1987 г. във Велико Търново. Синът му Христо Станимиров също е военен с чин полковник.